# Krishnapur, Gangawati
Krishnapur là một làng thuộc tehsil Gangawati, huyện Koppal, bang Karnataka, Ấn Độ.